# Ozarba microcycla
Ozarba microcycla is een vlinder van de familie van de uilen (Noctuidae). De wetenschappelijke naam van deze soort is voor het eerst voorgesteld als Acontia microcycla door Paul Mabille in een publicatie uit 1879.
De soort komt voor op Madagaskar.